# L'Extase et l'Agonie
Pour plus de détails, voir Fiche technique et Distribution.
L'Extase et l'Agonie (The Agony and the Ecstasy) est un film américain historique réalisé par Carol Reed, sorti en 1965.

## Synopsis
L'histoire des rapports parfois tendus entre Michel-Ange et Jules II à l'époque où l'artiste peignit le plafond de la chapelle Sixtine. Sur ce point, il diffère du roman d'Irving Stone qui, lui, raconte toute la vie du grand peintre.
En 1508, le pape Jules II choisit Michel-Ange pour décorer le plafond de la chapelle Sixtine, qui vient d'être inaugurée. Celui-ci commence par refuser en donnant pour raison qu'il est sculpteur et non peintre. Il se réfugie à Florence mais, finalement, on parvient à le convaincre de se mettre à la tâche et il repart pour Rome. Après un certain temps, il n'aime pas ce qu'il fait, détruit toute son œuvre et repart. Le pape parvient à le convaincre de revenir en lui donnant carte blanche pour son travail.
Michel-Ange décide d'illustrer différentes scènes de la Bible. Son travail minutieux s'étend sur des mois puis des années, et le pape s'impatiente de plus en plus. Les argumentations entre les deux hommes deviennent de plus en plus ardues; même l'architecte Bramante en vient à critiquer le travail de l'artiste.
À la même époque, le peintre Raphaël est en train de peindre L'École d'Athènes. Bientôt, Michel-Ange tombe malade. Furieux, le pontife feint d'embaucher Raphaël pour finir le travail. Encouragé par la comtesse de Médicis, Michel-Ange retourne terminer son ouvrage. Puis la guerre se déclare. Rome est menacée par l'armée ennemie. Jules II tombe malade à son tour et est incapable de prendre la tête de ses troupes. Michel-Ange menace alors de ne pas terminer son ouvrage si le pape ne se relève pas.
En 1512, le plafond est finalement terminé, Michel-Ange et Jules II contemplent l'œuvre.

## Fiche technique
- Titre : L'Extase et l'Agonie
- Titre original : The Agony and the Ecstasy
- Réalisation : Carol Reed, assisté de Robert D. Webb
- Scénario : Philip Dunne, d'après le roman d'Irving Stone, The Agony and the Ecstasy
- Photographie : Leon Shamroy
- Son : Carlton W. Faulkner
- Effets spéciaux : L. B. Abbott
- Musique : Alex North et Jerry Goldsmith (prologue)
- Costumes : Vittorio Nino Novarese
- Montage : Samuel E. Beetley
- Production : Carol Reed, pour International Classics et Twentieth Century-Fox Film Corporation
- Budget : 10 millions de dollars (estimation)
- Pays de production : États-Unis
- Format : Todd-AO - couleur (Deluxe) Technicolor - 2,20:1 Stéréo Dolby 6 pistes - 70 mm
- Langue : anglais, latin
- Année de production : 1965
- Genre : drame, historique
- Durée : 138 minutes (2 h 18)
- Dates de sortie :
  - Allemagne de l'Ouest : 16 septembre 1965
  - États-Unis : 7 octobre 1965
  - Royaume-Uni : 17 janvier 1966
  - France : 15 avril 1966
- Affiche : Raymond Elseviers (Belgique)

## Distribution
- Charlton Heston (VF : Jean-Claude Michel) : Michel-Ange
- Rex Harrison (VF : Roger Tréville) : Jules II
- Diane Cilento  (VF : Janine Freson) : Contessina de Médicis
- Harry Andrews  (VF : Marcel Bozzuffi) : Bramante
- Alberto Lupo : duc d'Urbino
- Adolfo Celi : Jean de Médicis
- John Stacy : Sangallo
- Tomás Milián : Raphaël
- Fausto Tozzi (VF : Henri Djanik) : le contremaître
- Venantino Venantini : Paris de Grassis
- Furio Meniconi (VF : Claude Bertrand) : le tavernier
- Maxine Audley  (VF : Lita Recio) : une femme
- Raymond Gérôme : L'envoyé du Roi de France (non crédité)
- Emma Baron

## Distinctions

### Récompense
David di Donatello de la meilleure production étrangère en 1966

### Nominations
Oscars 1965 :
- meilleure photographie en couleurs
- meilleure direction artistique en couleurs
- meilleur costume en couleurs
- meilleur son
- meilleure musique originale.

## Autour du film
- Rex Harrison a toujours refusé de se laisser pousser la barbe comme Jules II en avait une dans la vie réelle. Par contre, Charlton Heston a accepté de se mettre une tige en acier dans le nez afin d'accentuer sa ressemblance avec Michel-Ange.

- La carrière de marbre où Michel-Ange se réfugie dans le film est celle de Carrare en Toscane. Il s'agit de la même carrière qui fournissait le véritable Michel-Ange pour ses sculptures.

- Le plafond de la chapelle Sixtine que l'on voit dans le film a été créé sur un plateau des Studios Cinecittà à Rome.

- Il y a un sérieux anachronisme dans le film. Sur le mur est de la chapelle Sixtine, on peut apercevoir deux fresques peintes en 1571 par Arrigo Paladeno et Matteo da Lecce. Comme l'action se déroule entre 1508 et 1512, elles ne devraient à l'évidence pas être visibles.

### Revue de presse
- Jean-Elie Fovez, « L'Extase et l'agonie », Téléciné no 129, Paris, Fédération des Loisirs et Culture Cinématographique (FLECC), juin-juillet 1966, p. 54,  (ISSN 0049-3287)